# مارتینیوس
مارتینیوس (به چکی: Martiněves) یک منطقهٔ مسکونی در جمهوری چک است که در ناحیه لیتومیریتسه واقع شده‌است. مارتینیوس ۲۰٫۱۱ کیلومتر مربع مساحت و ۷۱۸ نفر جمعیت دارد و ۲۵۶ متر بالاتر از سطح دریا واقع شده‌است.